# Calamodontophis
Calamodontophis – rodzaj węży z podrodziny ślimaczarzy (Dipsadinae) w rodzinie połozowatych (Colubridae).

## Zasięg występowania
Rodzaj obejmuje gatunki występujące w Brazylii i Urugwaju.  

## Systematyka

### Etymologia
- Calamodon: gr. καλαμος kalamos „trzcina, łodyga”[6]; οδους odous, οδοντος odontos „ząb”[7].
- Calamodontophis: gr. καλαμος kalamos „trzcina, łodyga”[6]; οδους odous, οδοντος odontos „ząb”[7]; οφις ophis, οφεως opheōs „wąż”[8]. Nazwa zastępcza dla Calamodon Amaral, 1936 (nazwa zajęta przez Calamodon Cope, 1874 (Stylinodontidae)).

### Podział systematyczny
Do rodzaju należą następujące gatunki:
- Calamodontophis paucidens (Amaral, 1936)
- Calamodontophis ronaldoi Franco, de Carvalho-Cintra & de Lema, 2006